# Liste der Monuments historiques in Norroy-lès-Pont-à-Mousson
Die Liste der Monuments historiques in Norroy-lès-Pont-à-Mousson führt die Monuments historiques in der französischen Gemeinde Norroy-lès-Pont-à-Mousson auf.

## Liste der Objekte
| Bezeichnung                                         | Beschreibung | Standort                     | Kennzeichnung | Schutzstatus | Datum | Bild |
| --------------------------------------------------- | --- | ---------------------------- | ------------- | ------------ | ----- | ---- |
| Skulptur Heiliger Remigius                          | Holz, farbig gefasst, 18. Jahrhundert                                                                             | in der Kirche St-Rémy (Lage) | PM54001758    | Inscrit      | 1995  |      |
| Skulptur Madonna mit Kind                           | Stein, geweißt, 15. Jahrhundert                                                                                   | in der Kirche St-Rémy (Lage) | PM54001759    | Inscrit      | 1995  |      |
| Wandvertäfelung mit Kerzenhaltern                   | Holz, Schmiedeeisen, um 1730                                                                                      | in der Kirche St-Rémy (Lage) | PM54001757    | Inscrit      | 1995  |      |
| Zwei Seitenaltäre (Sebastiansaltar und Marienaltar) | jeweils Altartisch, Retabel und Gemälde; Stein, farbig gefasst und vergoldet, sowie Ölfarbe auf Leinwand, um 1735 | in der Kirche St-Rémy (Lage) | PM54000697    | Classé       | 1983  |      |